# Domingos Martins
Domingos Martins este un oraș în statul Espírito Santo (ES) din Brazilia.